# Laphria asackeni
Laphria asackeni är en tvåvingeart som beskrevs av Wilcox 1965. Laphria asackeni ingår i släktet Laphria och familjen rovflugor. Inga underarter finns listade i Catalogue of Life.